# Hyalinobatrachium
Hyalinobatrachium és un gènere de granotes de la família Centrolenidae que es troba a l'àrea compresa entre les regions tropicals de Mèxic, el sud-est del Brasil i l'Argentina.

## Taxonomia
- Hyalinobatrachium aureoguttatum
- Hyalinobatrachium bergeri
- Hyalinobatrachium chirripoi
- Hyalinobatrachium colymbiphyllum
- Hyalinobatrachium crurifasciatum
- Hyalinobatrachium duranti
- Hyalinobatrachium esmeralda
- Hyalinobatrachium eurygnathum
- Hyalinobatrachium fleischmanni
- Hyalinobatrachium fragile
- Hyalinobatrachium guairarepanensis
- Hyalinobatrachium iaspidiense
- Hyalinobatrachium ibama
- Hyalinobatrachium ignioculus
- Hyalinobatrachium lemur
- Hyalinobatrachium mondolfii
- Hyalinobatrachium muiraquitan
- Hyalinobatrachium munozorum
- Hyalinobatrachium nouraguensis
- Hyalinobatrachium orientale
- Hyalinobatrachium pallidum
- Hyalinobatrachium parvulum
- Hyalinobatrachium pellucidum
- Hyalinobatrachium petersi
- Hyalinobatrachium ruedai
- Hyalinobatrachium talamancae
- Hyalinobatrachium tatayoi
- Hyalinobatrachium taylori
- Hyalinobatrachium valerioi
- Hyalinobatrachium vireovittatum
- Hyalinobatrachium yaku